# Puigverd d’Agramunt
Puigverd d'Agramunt – gmina w Hiszpanii, w prowincji Lleida, w Katalonii, o powierzchni 17,03 km². W 2011 roku gmina liczyła 273 mieszkańców.